# Minuartia kryloviana
Minuartia kryloviana är en nejlikväxtart som beskrevs av Boris Konstantinovich Schischkin. Minuartia kryloviana ingår i släktet nörlar, och familjen nejlikväxter. Inga underarter finns listade i Catalogue of Life.